# Mùa bão Bắc Ấn Độ Dương 2018
Mùa bão Bắc Ấn Độ Dương 2018 là một sự kiện mà theo đó các cơn bão hình thành ở Ấn Độ Dương,phía Bắc xích Đạo,phía Đông sừng châu Phi và phía Tây Bán đảo Mã Lai-khu vực theo dõi chính thức của Cục khí tượng Ấn Độ(IMD) trong năm 2018.Mùa bão không có giới hạn chính thức,nhưng thống kê cho thấy xoáy thuận hình thành trong khoảng thời gian từ tháng 4 cho đến tháng 12,cao điểm là vào tháng 5 đến tháng 11.
Các áp thấp/lốc xoáy nhiệt đới hình thành trong toàn vùng sẽ được IMD tư vấn, theo dõi chính thức và đặt số hiệu.Số hiệu này gồm tiền tố ABR (nếu nó hình thành trong biển Ả Rập) hoặc BOB (nếu hình thành trong vịnh Ben-gal) và đằng sau nó là số thứ tự hình thành trong năm của mỗi khu vực đề cập ở trên.Còn nếu nó mạnh lên thành bão nó sẽ được đặt tên theo một danh sách nhất định.
Ngoài IMD còn có hai trung tâm khác là Trung tâm Cảnh báo Bão Liên hợp (JTWC) và Trung tâm Khí tượng Quốc gia của Trung Quốc theo dõi nhũng không chính thức và cũng phát tư vấn về các lốc xoáy trong khu vực này.
Trung bình hàng năm có từ 3 đến 4 cơn bão xoáy hình thành trong khu vực này.

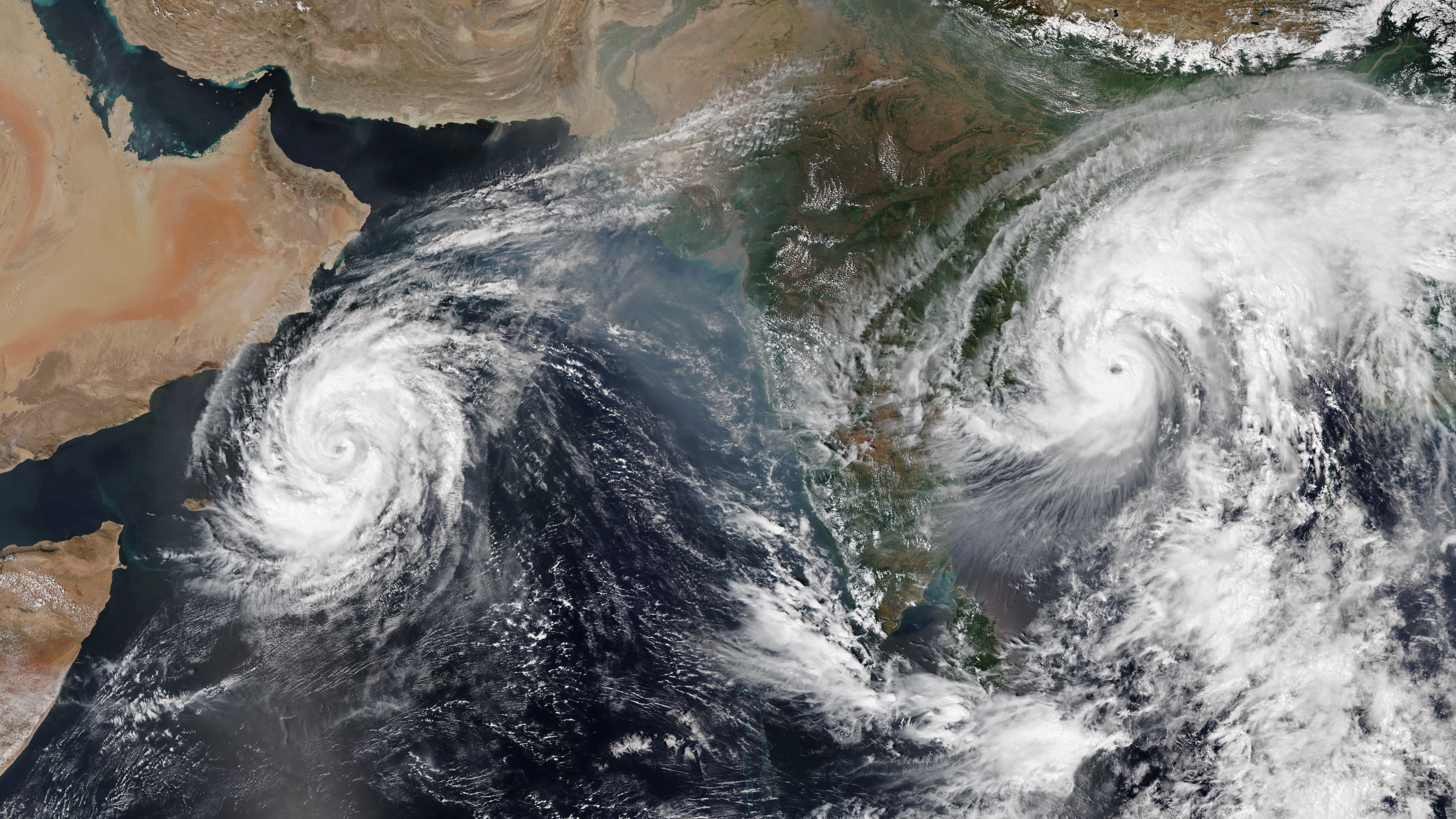
Bão Luban (trái) và bão Titli (phải) đồng hoạt động vào ngày 10 tháng 10, 2018

## Mùa bão và tên bão
Bảng dưới đây là tên bão đặt cho các cơn bão năm 2019.
| - Sagar - Mekunu | - Daye - Luban | - Titli - Gaja | - Phethai - Fani (chưa sử dụng) |

## Số hiệu áp thấp nhiệt đới và áp thấp sâu
- ARB01 (áp thấp sâu)
- BOB01 (áp thấp nhiệt đới)
- BOB02 (áp thấp nhiệt đới)
- BOB03 (áp thấp nhiệt đới)
- BOB04 (áp thấp nhiệt đới)
- BOB05 (áp thấp nhiệt đới)
- BOB06 (áp thấp sâu)